# COVID-19-Pandemie in Norwegen

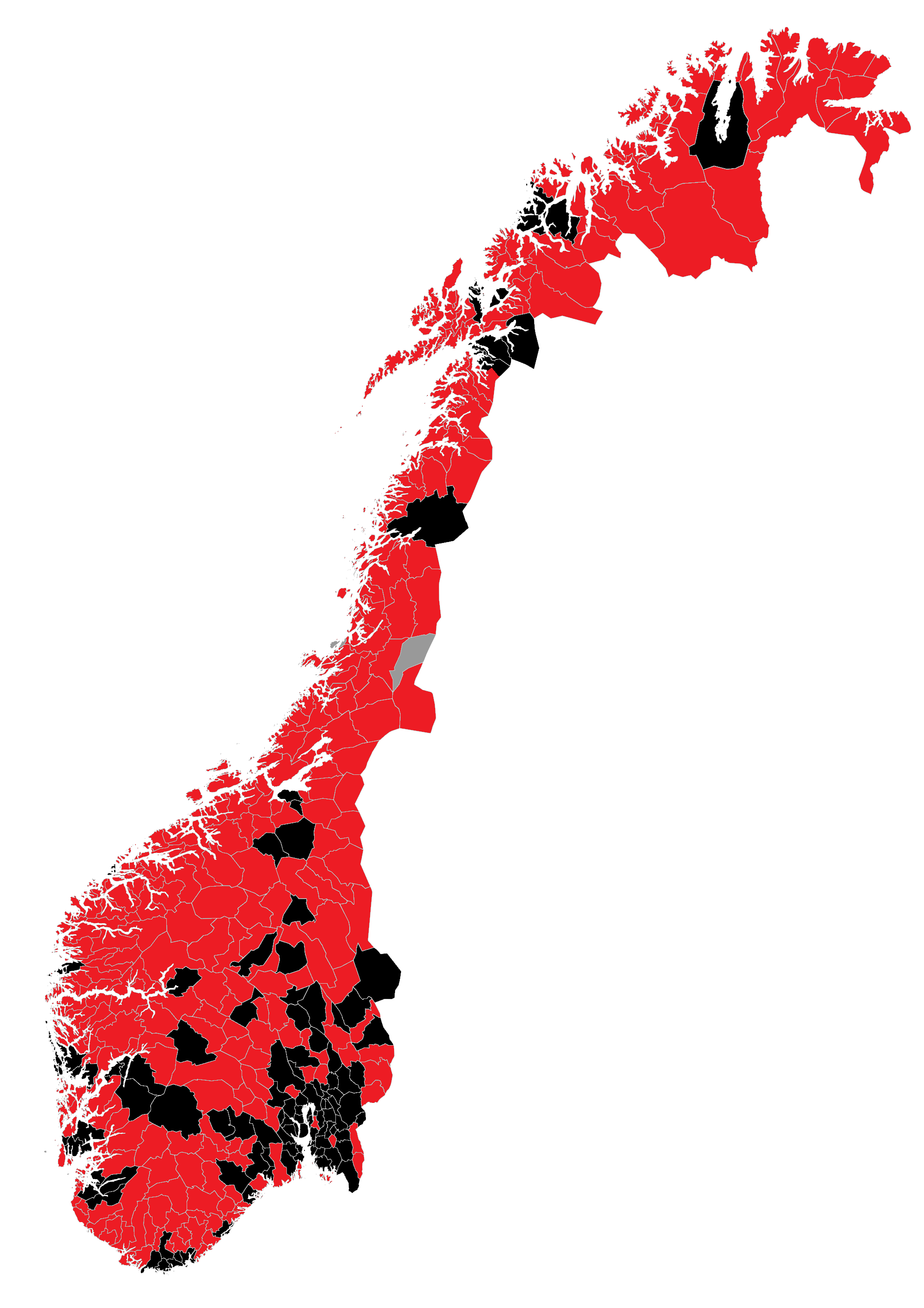
COVID-19-Pandemie in Norwegen: Kommunen mit Infektionsfällen in Rot, mit Todesfällen in Schwarz

Die COVID-19-Pandemie in Norwegen tritt als regionales Teilgeschehen des weltweiten Ausbruchs der Atemwegserkrankung COVID-19 auf und beruht auf Infektionen mit dem Ende 2019 neu aufgetretenen Virus SARS-CoV-2 aus der Familie der Coronaviren. Die COVID-19-Pandemie breitet sich seit Dezember 2019 von China ausgehend aus. Ab dem 11. März 2020 stufte die Weltgesundheitsorganisation (WHO) das Ausbruchsgeschehen des neuartigen Coronavirus als Pandemie ein.
Fälle der Infektion traten in Norwegen ab Ende Februar 2020 auf. Mitte März 2020 zählte Norwegen zu den am stärksten betroffenen Ländern in Europa. Ein erster Todesfall wurde am 12. März bekannt, am selben Tag wurde von der Regierung Solberg ein Shutdown angeordnet. Diese Maßnahmen wurden ab dem 20. April 2020 stufenweise gelockert, im Herbst 2020 kam es wie in vielen Ländern nach einem Anstieg der Fallzahlen erneut zu einer Verschärfung der Maßnahmen. Am 25. September 2021 wurden die meisten Regeln aufgehoben.

## Verlauf

### Februar 2020: Erste Fälle
Der erste COVID-19-Fall in Norwegen wurde am 26. Februar 2020 gemeldet. Es handelte sich dabei um eine Frau aus Tromsø, die kurz zuvor einen Aufenthalt im stark betroffenen China hatte. In der folgenden Zeit wurden die neuen Infektionen zunächst alle auf Ansteckungsorte im Ausland, unter anderem die Pandemie in Italien und den Ausbruch in Österreich zurückgeführt. Erstmals eine größere Anzahl an Kontaktpersonen musste Ende Februar 2020 ausfindig gemacht werden, als ein Angestellter eines Osloer Krankenhauses zwei Tage zur Arbeit erschienen war, bevor die Infizierung festgestellt wurde.

### März 2020

#### Ausbreitung des Virus
In der Anfangszeit der Ausbreitung gab es zunächst wenige Personen, die im Krankenhaus aufgrund der Infektion mit dem Erreger SARS-CoV-2 behandelt werden mussten. Am 4. März 2020 gab es nach Informationen des Folkehelseinstituttet (FHI) keine Personen, die im Krankenhaus behandelt wurden. Das Virus breitete sich Anfang März weiter aus und erreichte am 7. März 2020 mit der Provinz Nordland die letzte der elf norwegischen Provinzen (Fylker). Zu dieser Zeit waren die meisten Ansteckungsquellen auf Auslandsaufenthalte zurückzuführen. Am 8. März 2020 gab das FHI an, dass sich von den 169 bestätigten Fällen 109 in Verbindung mit einer Reise nach Italien oder Österreich angesteckt hätten. Am 12. März 2020 wurde bekannt, dass die erste Person verstorben sei. Mit den Fallzahlen waren auch die Personen in stationärer Behandlung angestiegen, am 13. März 2020 waren dies nach Angaben der Gesundheitsbehörde Helsedirektoratet 28 Personen.

#### Maßnahmen der Regierung
Am 12. März 2020 wurden von der Regierung Solberg umfassende Maßnahmen zur Eindämmung des Ausbruchs verkündet. Ministerpräsidentin Erna Solberg bezeichnete diese als die stärksten Maßnahmen, die Norwegen je in Friedenszeit ergriffen habe. Es wurden die Schulen, Kindergärten und Universitäten geschlossen. In Oslo wurden sämtliche Veranstaltungen mit mehr als 50 Teilnehmern verboten und viele öffentliche Gebäude geschlossen. Um die Gesundheitssysteme der Kommunen zu entlasten, in denen viele Personen einen Zweitwohnsitz haben, wurde ein Verbot ausgesprochen, sich in diesen Zweitwohnsitzen aufzuhalten. Am 16. März 2020 wurde die Grenze für Einreisende ohne Aufenthaltserlaubnis in Norwegen geschlossen. Einreiseberechtigte mussten sich in Quarantäne begeben. Das norwegische Nationalparlament Storting verabschiedete am 21. März 2020 ein Gesetz, das es der Regierung erleichtern sollte, schneller neue Vorschriften zu erlassen. Dieses Vollmachtsgesetz erlaubte es, Maßnahmen erst nach dem Inkrafttreten im Parlament zu besprechen.

#### Fallzahlen
Neben dem Anstieg an Patienten war für viele Kliniken auch problematisch, dass viele Angestellte unter Quarantäne standen. Am 17. März 2020 befanden sich Berichten des Fernsehsenders TV 2 zufolge insgesamt 8000 Krankenhausmitarbeiter in ganz Norwegen in Isolation. Im Osloer Universitätsklinikum standen zu einem Zeitpunkt über 1000 Angestellte unter Quarantäne.
Im Tagesbericht des FHI vom 14. März 2020 gab das Institut an, dass 646 Infizierte sich im Ausland angesteckt hätten und weitere 223 in Norwegen. Den größten Anteil machten diejenigen Personen, die sich in Österreich infizierten. Im FHI-Bericht vom 18. März 2020 stand Norwegen mit nun 549 von 1423 Infektionen erstmals an Platz eins der Ansteckungsorte.
Mitte März 2020 zählte Norwegen zu den relativ zur Bevölkerungszahl am stärksten betroffenen Ländern in Europa. So lag Norwegen im Bericht der Weltgesundheitsorganisation (WHO) vom 17. März 2020 in absoluten Zahlen mit 1169 Infizierten vor Österreich mit 1132 Infizierten.

### April 2020: Lockerung der Maßnahmen
Am 1. April 2020 verkündete Gesundheitsminister Bent Høie, es gebe Grund zur Annahme, dass in Norwegen keine Zustände wie in Italien zu erwarten seien. Der Ausbruch in Italien war zu diesem Zeitpunkt der stärkste in Europa. Vom FHI wurde der Gipfel des Pandemieverlaufs in Norwegen für Mai oder Juni prognostiziert. Am 6. April erklärte Høie, dass die Pandemie unter Kontrolle gebracht worden sei. Als Grund hierfür gab er an, dass zuvor jede infizierte Person im Schnitt wohl nur noch 0,7 weitere Personen angesteckt hätte. Vor Einführung der Maßnahmen, wäre der Wert noch bei 2,5 gelegen. Somit sei das Ziel, einen Wert von unter 1,0 zu erhalten, erreicht worden.
Ab dem 20. April 2020 wurden die Maßnahmen wieder gelockert. Schrittweise wurde der Kindergarten- und Schulbetrieb wieder aufgenommen und auch das Arbeitsverbot für Friseure und Masseure wurde aufgehoben. Die Lockerungen im stärker betroffenen Oslo verliefen langsamer. Das Einreiseverbot für Personen ohne Aufenthaltsberechtigung in Norwegen wurde nicht aufgehoben.
Die App Smittestopp ‚Ansteckungsstopp‘ wurde am 16. April 2020 veröffentlicht. Sie war freiwillig und sollte beim Nachvollziehen von potenziellen Infektionsketten helfen. Es wurde zudem vermeldet, dass immer mehr Krankenhäuser normaleren Betrieb aufnahmen und den COVID-19-Bereitschaftsdienst wieder runterfuhren.

### Mai bis Juli 2020: Weitere Lockerungen
Im Mai wurden viele Maßnahmen weiter gelockert. Ab dem 7. Mai 2020 wurden erstmals wieder Veranstaltungen mit bis zu 50 Personen erlaubt. An diesem Tag lag die Zahl der insgesamt positiv Getesteten bei 7995 und 217 Kranke lagen auf Intensivstationen. Die Zahl der Todesopfer wurde auf 209 beziffert. Am 5. Mai wurde erstmals die Zahl der wieder Genesenen berechnet. Sie lag laut FHI bei etwa 90 Prozent.
Im Juni blieb die Zahl der Neuinfektionen weiter gering, einige Maßnahmen wurden weiter gelockert. So durfte etwa der Spielbetrieb in der Fußballliga Eliteserien mit bis zu 200 anwesenden Personen wieder aufgenommen werden. Die erste Version der App Smittestopp wurde aufgrund von Datenschutzbedenken am 12. Juni 2020 gestoppt.
Ab dem 15. Juli 2020 wurde das generelle Einreiseverbot aufgehoben und durch ein System ersetzt, nach welchem Personen aus gewissen Ländern mit geringen Infektionszahlen wieder nach Norwegen kommen durften. Ende Juli warnte das FHI davor, dass zu viele Personen die Schutzmaßnahmen nicht mehr befolgen würden und somit lokale Ausbrüche wahrscheinlicher werden. Solche lokalen Ausbrüche wurde im Juli 2020 unter anderem in der südostnorwegischen Stadt Moss und auf einem Schiff der Hurtigruten verzeichnet.

### August bis November 2020: Erneuter Anstieg der Fallzahlen
Wegen der ansteigenden Infektionszahlen kündigte Gesundheitsminister Bent Høie am 7. August 2020 eine erneute Verschärfung der Regeln an. Unter anderem wurde wieder dazu aufgerufen, alle nicht notwendigen Reisen zu vermeiden. In der Kommune Indre Østfold wurden nach einem Ausbruch am 9. August 2020 strengere Regeln gefasst, die unter anderem ein Verbot privater Treffen enthielten.
Durch lokale Ausbrüche wurden in einigen Kommunen wieder striktere Maßnahmen ergriffen. Anfang September waren beispielsweise in der südostnorwegischen Kommune Fredrikstad etwa 1300 Personen unter Quarantäne gestellt, nachdem es dort unter anderem zu Fällen in Schulen und Kindergärten gekommen war. Für Oslo wurde am 21. September 2020 erneut ein Versammlungsverbot für über zehn Personen im Privatraum ausgesprochen.
Ähnlich wie in anderen europäischen Ländern wurde im Oktober ein weiterer Anstieg der Infektionen sowie der im Krankenhaus aufgrund von COVID-19 behandelten Personen vermeldet. Zum 28. Oktober 2020 wurde es verboten, mehr als fünf Gäste aus verschiedenen Haushalten zu haben. Für quarantänepflichtige Einreisende ohne Wohnsitz in Norwegen wurden am 5. November 2020 sogenannte Quarantänehotels eingerichtet.

### Dezember 2020 bis Februar 2021
Am 21. Dezember 2020 wurde eine neue Version der App Smittestopp veröffentlicht. Am selben Tag wurde der erste Impfstoff für die Verwendung in Norwegen zugelassen. Die erste Person wurde schließlich am 27. Dezember 2020 geimpft. Weltweit galt Norwegen im Jahr 2020 als eines der Länder mit der niedrigsten Anzahl an Todesfällen in Zusammenhang mit einer Infektion mit SARS-CoV-2.
Um die Ausbreitung von mutierten Virusformen, die zuvor unter anderem in Großbritannien (VOC-202012/01) und Südafrika (501.V2) festgestellt worden waren, zu verhindern, wurde ab dem 2. Januar 2021 eine COVID-19-Testpflicht für alle aus besonders betroffenen Ländern nach Norwegen Einreisenden aktiv. Beide Virusformen wurden im Laufe vom Januar 2021 auch in Norwegen bei Tests entdeckt. Es wurden daraufhin am 23. Januar 2021 in der Region um die Kommune Nordre Follo strengere Regeln eingeführt, unter anderem wurden alle nicht systemrelevanten Geschäfte geschlossen. Am 27. Januar 2021 wurden die Einreiseregelungen erneut verschärft und unter anderem die Einreise für Ausländer ohne Aufenthaltsrecht in Norwegen verboten. Ab Mitte Januar ging die Anzahl der neuen Ansteckungen wieder zurück. Die Reproduktionszahl sank laut FHI Ende Januar auf einen Wert von 0,8.

### März bis April 2021
Wegen der ungleichen Ansteckungssituation in den verschiedenen Regionen Norwegens gab die Regierung Anfang März an, dass man damit beginnen werde, die Zahl der zur Verfügung gestellten Impfdosen pro Gemeinde an die aktuellen Fallzahlen anzupassen. Nachdem es bei mehreren Personen nach einer Impfung mit dem Impfstoff AZD1222 des Pharmaunternehmens AstraZeneca zu Komplikationen kam, verkündeten die Behörden Folkehelseinstituttet und Legemiddelverket am 11. März 2021, dass der Einsatz des Impfstoffs ausgesetzt werden soll. Am 15. März 2021 wurde berichtet, dass eine mit dem Stoff geimpfte Person an den Folgen eines Blutgerinnsels gestorben sei.
Am 23. März 2021 gaben Vertreter der Regierung Solberg neue Einschränkungen bekannt. So wurde ein Alkoholschankverbot für das ganze Land verkündet. Des Weiteren wurde unter anderem beschlossen, dass auch ein negativer COVID-19-Test nach der Rückkehr von einer als unnötig eingestuften Auslandsreise nicht von der Quarantäne abhält. Im Bereich der Empfehlungen wurde die maximale Gästeanzahl auf zwei gesenkt. Am 13. April 2021 wurde die erneute Lockerung dieser Regelung verkündet.

### Mai bis August 2021
Am 5. Mai 2021 gab die norwegische Regierung bekannt, dass für als geschützt eingestufte Personen die Maßnahmen gelockert werden. Als geschützt eingestuft werden all diejenigen, die vollständig geimpft sind, die vor drei bis zehn Wochen die erste Impfdosis erhalten haben und sich in den letzten zehn Tagen in Norwegen aufhielten, sowie Personen, die in den letzten sechs Monaten an COVID-19 erkrankt waren. Diese Personen können etwa bei Besuchen als Haushaltsmitglieder gezählt werden und auch nahen sozialen Kontakt haben. Im öffentlichen Raum gelten für sie die gleichen Regeln.
Am 2. Juni 2021 kündigte die Regierung an, dass die Pflicht für geimpfte oder in den letzten sechs Monaten genesene Personen, nach der Rückreise Quarantänezeit in einem Hotel zu verbringen, ab dem 3. Juni 2021 entfalle. Stattdessen wurde eine Quarantäne zu Hause für geimpfte Personen erlaubt. Für den 11. Juni 2021 wurde zugleich das Coronazertifikat angekündigt.

### Seit September 2021
Am 24. September 2021 verkündete der Gesundheitsminister Bent Høie auf einer Pressekonferenz, dass ab dem 25. September 2021 der Großteil der Maßnahmen aufgehoben werde. So wurde angekündigt, dass bis auf die Quarantänepflicht für Infizierte sämtliche Regeln im Inland entfallen. Für die Einreise sollten schrittweise Lockerungen in Kraft treten. Im Herbst 2021 begannen die Fallzahlen wieder zu steigen. Zum Teil wurden lokal Maßnahmen nach größeren Ausbrüchen ergriffen. 
Am 30. November 2021 gab die Regierung Støre die nationale Empfehlung, einen Mund-Nasen-Schutz in Situationen zu tragen, in denen kein Abstand gehalten werden kann. Sie verschärfte die Quarantäneregeln.
Ende November 2021 besuchten etwa 120 Mitarbeiter eines Unternehmens ein Weihnachtsessen; alle sollen geimpft gewesen sein. Einer war zuvor in Südafrika gewesen. Bis zu 60 von ihnen erkrankten an der COVID-Variante Omikron. Die Sieben-Tage-Inzidenz lag Anfang Dezember bei etwa 400.
Am 3. Januar 2022 teilte das norwegische Gesundheitsinstitut FHI mit, dass in der letzten Dezemberwoche 2021 65,4 Prozent aller untersuchten COVID-Neuinfektionen von Omikron verursacht wurden.

## Maßnahmen

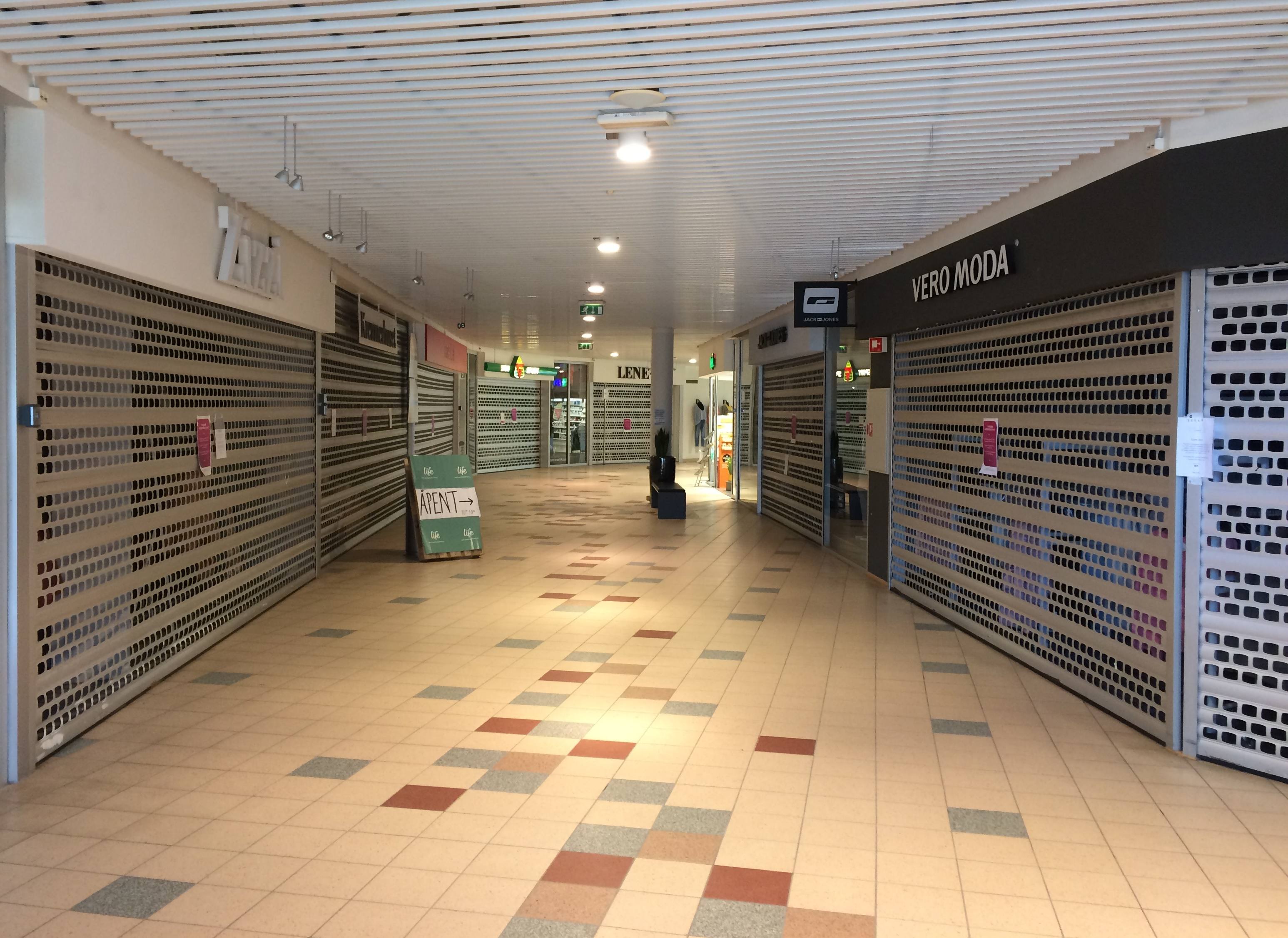
März 2020: geschlossene Geschäfte in Lillehammer

### Schließung von Einrichtungen
Am 12. März verkündete die norwegische Ministerpräsidentin Erna Solberg, dass alle Schulen, Kindergärten und Universitäten ab dem 14. März 2020 geschlossen bleiben sollen. Diese Anweisung galt bis zum 13. April 2020. Bereits zuvor hatten einige Kommunen angekündigt, den Schulbetrieb vor Ort einzustellen. Am gleichen Tag verkündete Raymond Johansen, der Vorsitzende der Osloer Stadtregierung, dass sämtliche Veranstaltungen mit über 50 Teilnehmern in der Stadt nicht mehr zugelassen seien. Des Weiteren wurden viele öffentliche Gebäude geschlossen.
Inga Marte Thorkildsen, zuständig für den Bereich Bildung in der Osloer Stadtregierung (Byråd), kündigte am 5. April 2020 an, die Osloer Schulen blieben auch nach dem 13. April weiterhin geschlossen, ungeachtet dessen, was die norwegische Regierung entscheiden würde. Die Regierung gab am 7. April 2020 ihren Fahrplan bekannt. Ab dem 20. April wurden schrittweise zunächst Kindergärten und in den Wochen darauf für jüngere Schüler und Schüler und Studierende, die kurz vor ihren Abschlüssen standen. Auch andere Berufsgruppen wie Friseure und Masseure durften ihren Betrieb unter gewissen Kriterien wieder aufnehmen. Da in Oslo die Reproduktionszahl höher als im Rest des Landes war, erfolgte dort die Öffnung langsamer.
Am 25. April 2020 gab Kulturminister Abid Raja bekannt, dass Veranstaltungen mit über 500 Teilnehmern weiter bis mindestens zum 1. September 2020 untersagt bleiben. Veranstaltungen mit bis zu 50 Personen waren ab dem 7. Mai unter Einhaltung gewisser Regeln wieder erlaubt. Am 7. Mai 2020 erklärte Raja schließlich, dass ab dem 16. Juni die Fußballliga Eliteserien ihren Spielbetrieb wieder aufnehmen kann, wobei sich maximal 200 Personen in der Arena aufhalten dürfen. Zuvor kam es zu einer Auseinandersetzung mit Politikern der Arbeiderpartiet, die kritisierten, dass das FHI bereits ihr Okay für die Wiederaufnahme gab, die Regierung aber weiter abwartete. Kulturminister Raja entgegnete, dass man Fußball nicht vor anderen Sportarten bevorzugen sollte.
Am 7. August 2020 wurde angekündigt, dass keine weitere Öffnung für größere Veranstaltung geplant sei. Außerdem wurde ein landesweites Verkaufsverbot für Alkohol nach Mitternacht ausgesprochen. Ab 12. Oktober 2020 durften erneut bis zu 600 Personen in Gruppen bis 200 Personen bei Veranstaltungen außerhalb von Gebäuden teilnehmen dürfen. Gleichzeitig wurde von der Regierung für Kommunen mit höheren Fallzahlen angeraten, lokal strengere Maßnahmen einzuführen. Zum 28. Oktober 2020 griffen erneut neue Regelungen und es wurde verboten, mehr als fünf Gäste aus verschiedenen Haushalten zu haben.
Am 23. Januar 2021 wurde die Öffnung aller nicht-systemrelevanten Geschäfte in verschiedenen Kommunen in der Region um Oslo verboten. Grund war, dass in der Kommune Nordre Follo eine Mutation des Virus nachgewiesen wurde. In diese Regelung eingenommen wurde auch das Vinmonopolet, also die Geschäfte, die Alkohol verkaufen. Des Weiteren wurden alle Veranstaltungen bis auf Bestattungen, die außerhalb des eigenen Wohnraums stattfinden, verboten. Da dadurch Personen in die umliegenden Kommunen reisten, wurde am 24. Januar 2020 verkündet, dass Alkohol wieder in allen Kommunen verkauft werden darf. Das Gebiet mit strengeren Regelungen wurde im selben Zug um 15 weitere Gemeinden in Südostnorwegen erweitert.
Am 23. März 2021 gaben Vertreter der Regierung Solberg neue Einschränkungen bekannt. So wurde ein Alkoholschankverbot für das ganze Land verkündet. Zuvor hatte es norwegenweit bereits ein Verbot ab 22 Uhr und in einigen Kommunen ein vollständiges Schankverbot gegeben. Mit Gültigkeit ab dem 16. April 2021 wurde am 13. April 2021 die Lockerung dieser Regelungen verkündet. Für Viken und Oslo wurden weiterhin strengere Regeln als im Rest des Landes angedacht.

### Reiserestriktionen

#### Grenzschließungen
Ab dem 12. März 2020 mussten sich zunächst alle Personen, die sich nach dem 27. Februar 2020 außerhalb der nordischen Länder aufhielten, 14 Tage in Quarantäne begeben. Bereits am 14. März 2020 wurden die Regelung erneut verschärft und nur noch Einreisende aus Schweden und Finnland wurden nicht unter Quarantäne gestellt. In einigen nordnorwegischen Gegenden wurden Quarantänen nicht nur für aus dem Ausland einreisende Personen auferlegt, sondern auch für Personen, die sich zuvor in Südnorwegen aufgehalten hatten. Am 14. März 2020 äußerte Ministerpräsidentin Solberg in einer Pressekonferenz, dass die norwegischen Häfen und Flughäfen ab dem 16. März geschlossen werden. Später wurde präzisiert, dass norwegische Bürger weiter heimkehren dürfen, allerdings Personen ohne Aufenthaltsrecht in Norwegen abgewiesen werden sollen. Alle aus nicht-nordischen Ländern nach Norwegen Reisenden ohne Wohnsitz in Norwegen wurden ab dem 16. März 2020 an der Grenze zurückgewiesen. Diese Regelung sollte vor allem dabei helfen, die für die Quarantäne zuständigen Behörden zu entlasten. Waren durften weiter transportiert werden. Um sich noch im Ausland aufhaltende Staatsbürger zurück nach Norwegen zu bringen, unterstützte der Staat einige Fluggesellschaften dabei, bis Ende März 2020 Flughäfen anzufliegen, die sie eigentlich nicht mehr angeflogen hätten.
Am 7. Mai 2020 kündigte Gesundheitsminister Bent Høie eine Verkürzung der verpflichtenden Quarantänedauer auf zehn Tage an. Auch Personen, die bereits eine Infektion überstanden hatten, wurden für sechs Monate von der Quarantänepflicht befreit.
Am 25. Juni 2020 gab die Regierung neue Regeln für die Zeit ab den 15. Juli 2020 bekannt. Für Einreisende aus Ländern mit einer zufriedenstellenden Ansteckungssituation bestand keine Quarantänepflicht mehr. Auch wurden wieder Ausreisen in Länder mit geringen Infektionszahlen des Schengen- und EWR-Raums erlaubt. Die Liste der Länder, aus denen Einreisende zur Quarantäne verpflichtet werden, wurde fortlaufend an die aktuelle Situation angepasst. Per 25. Juli 2020 mussten sich etwa Einreisende aus Spanien wieder in Quarantäne begeben, während die Regelung für einige schwedische Regionen gelockert wurde. Auch danach wurden weiter Änderungen vorgenommen, am 22. August 2020 wurde unter anderem festgelegt, dass auch Einreisende aus Griechenland, Irland, Österreich, dem Vereinigten Königreich oder der dänischen Region Hovedstaden wieder in eine zehntägige Quarantäne müssen.
Aufgrund der steigenden Infektionszahlen teilte Gesundheitsminister Bent Høie auf einer Pressekonferenz am 7. August 2020 mit, dass erneut sämtliche nicht notwendigen Reisen in alle Länder zu vermeiden seien. Für alle quarantänepflichtigen Einreisenden wurden ab dem 5. November sogenannte Quarantänehotels eingerichtet. Dort mussten alle Einreisenden ohne Wohnsitz in Norwegen zehn Tage Quarantäne verbringen. Eine Ausnahme wurde unter anderem für ausländische Arbeitskräfte eingeführt. Am 31. Dezember 2020 wurde bekannt, dass ab 2. Januar 2021 Tests für Einreisende aus besonders betroffenen Ländern verpflichtend sind. Als Grund für die neuen Maßnahmen wurde angegeben, man möchte so auch verhindern, dass sich mutierte Virusformen ausbreiten.
Am 27. Januar 2021 gab die Regierung bekannt, dass die Einreise wie bereits ab 12. März 2020 für Ausländer mit Wohnsitz außerhalb Norwegens verboten wird. Ausnahmen wurden für nahe Familienmitglieder und einige Berufsgruppen gemacht. Am 11. Februar 2021 beschloss die Regierung, für Sportveranstaltungen wie Weltcuprennen im Skilanglauf oder den Skisprungwettkampf Raw Air 2021 keine Sondereinreisegenehmigungen zu erteilen. In der Folge wurden zahlreiche Wettbewerbe abgesagt.
Am 23. März 2021 wurde der Beschluss verkündet, dass auch ein negativer COVID-19-Test nach der Rückkehr von einer als unnötig eingestuften Auslandsreise nicht von einer Quarantäne befreien solle.
Zum 6. Oktober 2021 wurde der grenzüberschreitende Bahnverkehr mit Schweden wieder aufgenommen, der 18 Monate geruht hatte, ein Beschluss, der auf den Regierungswechsel zurückgeführt wird. Betroffen waren die Verbindungen Oslo–Göteborg, Oslo–Stockholm, Trondheim–Östersund und Narvik–Kiruna.

#### Aufenthalt in Zweitwohnsitzen
Vom 14. März bis zum 20. April 2020 bestand ein Verbot, sich an seinem Zweitwohnsitz aufzuhalten. Das Verbot kam, nachdem bereits zuvor davon abgeraten wurde, in die sogenannten Hüttenkommunen, also Kommunen mit einer hohen Anzahl an Freizeitwohnungen, zu reisen. Grund für das Verbot war, dass das Gesundheitssystem der meisten Hüttenkommunen nicht darauf ausgelegt ist, auch Personen von außerhalb zu versorgen.

### Testmöglichkeiten

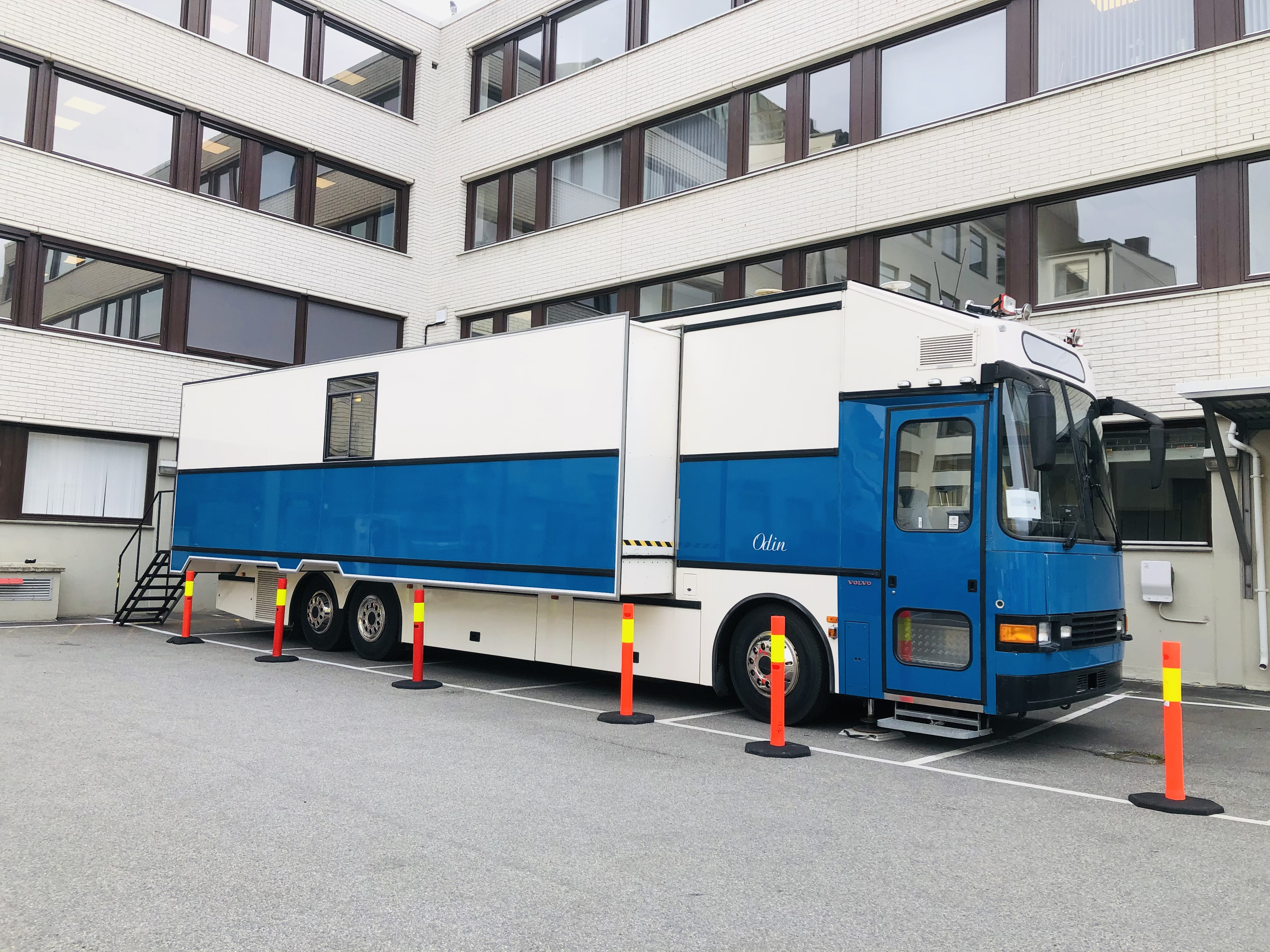
Testbus in Hønefoss, September 2020

Am 13. März 2020 erfolgte eine Ankündigung des Folkehelseinstituttet (FHI), dass nur noch Personen mit Atemwegsbeschwerden sowie Angestellte im Gesundheitswesen auf das Virus getestet werden. Sich in Quarantäne befindende Personen ohne diese Symptome bekamen hingegen keinen Zugang zu den Tests mehr. Auch wurde darum gebeten, dass Personen keinen Kontakt zu den Gesundheitsbehörden aufnehmen, falls sie keinen Bedarf für Hilfe hätten. Ab 29. April 2020 durften bei ausreichend vorhandenen Testkapazitäten auch wieder Personen mit milden Symptomen getestet werden.

### Vollmachtsgesetz
Am 18. März 2020 präsentierte die Regierung Solberg einen Gesetzesvorschlag, der es ihr ermöglichen sollte, in den nächsten sechs Monaten auch ohne die Zustimmung des Stortings, dem norwegischen Nationalparlament, Entscheidungen zu treffen. Alle von der Regierung so beschlossenen Vorschriften müssten anschließend dem Parlament präsentiert werden, das diese mit nur einem Drittel der Stimmen wieder aufheben könnte. Somit sollte ein schnelleres Handeln des Staats möglich werden. Von einigen Juristen wurde das Gesetz als problematisch bezeichnet, da es der Regierung zu viel Macht gebe. Die Regierung plante, das Gesetz am 19. März 2020 im Storting verabschieden zu lassen. Dort wurde allerdings beschlossen, erst Experten anzuhören. Oppositionsführer Jonas Gahr Støre von der Arbeiderpartiet (Ap) kritisierte unter anderem die lange Gültigkeit des Gesetzes, räumte aber auch eine Notwendigkeit ein: Grundsätzlich sei ein solches Gesetz in der norwegischen Demokratie nicht denkbar, da jedoch Leben auf dem Spiel stehen, sei es laut Støre notwendig, ungewöhnliche Schritte zu gehen. Am 21. März verabschiedete das Storting schließlich eine geänderte Version, in der das Gesetz zunächst nur einen Monat galt und der Entscheidungsbereich der Regierung eingeschränkt wurde.
Am 21. April 2020 wurde die Gültigkeit des Gesetzes bis zum 27. Mai 2020 verlängert. Die Sosialistisk Venstreparti (SV), die Senterpartiet (Sp) und der Abgeordnete der marxistischen Partei Rødt stimmten nun gegen die Verlängerung. Es kam schließlich zu keiner erneuten Verlängerung und die der Regierung übertragenen Kompetenzen liefen zum 27. Mai 2020 aus. Bis dahin wurden 32 Gesetze mit Hilfe des Vollmachtsgesetzes verabschiedet.

### Mund-Nasen-Schutz
Im Gegensatz zu den meisten europäischen Ländern sprachen die norwegischen Gesundheitsbehörden und die norwegische Regierung lange keine Empfehlung für die Verwendung eines Mund-Nasen-Schutz etwa im öffentlichen Verkehr aus. Am 16. April 2020 etwa gab das Folkehelseinstituttet bekannt, dass es nicht zum Tragen eines Mund-Nasen-Schutz für gesunde Personen rät. Als Begründung führte es an, dass es keine ausreichenden Belege dafür gäbe, dass dies einen positiven Effekt hätte. Zuvor hatte das Europäische Zentrum für die Prävention und die Kontrolle von Krankheiten (ECDC) bereits erklärt, dass die Verwendung die Verbreitung des Virus einschränken könnte.

### App Smittestopp

#### Entwicklung
Am 27. März 2020 gab das Folkehelseinstituttet (FHI) bekannt, dass eine Mobile App entwickelt werde, die helfen soll, Infektionsquellen ausfindig zu machen. Mit der App sollten auch die Gesundheitsbehörden entlastet werden, die bis dahin manuell versuchten, die möglichen Kontaktpersonen zu bestimmen. Um den Schutz der Privatsphäre zu wahren, wurde eine Zusammenarbeit mit der Datenschutzbehörde Datatilsynet eingegangen. Von Forschern und Mitarbeitern des FHI wurde ausgesagt, dass diese App normalerweise aus Datenschutzgründen wohl nicht legal gewesen wäre, allerdings im Anbetracht der Pandemie möglich sei. Außerdem basiere die App auf Freiwilligkeit.
Die App warnte ihre Benutzer, wenn sie sich für über 15 Minuten näher als zwei Meter bei einer infizierten Person aufgehalten hatten. Dabei sollte allerdings nicht bekannt gegeben werden, welche Person die mögliche Ansteckungsquelle darstellte. Die Daten sollten jeweils 30 Tage lang gespeichert werden, so lange die Pandemie weiter eine Gefahr darstellte.

#### Veröffentlichung
Am 16. April 2020 wurde die App schließlich unter dem Namen Smittestopp veröffentlicht. Am 13. Mai 2020 wurde berichtet, dass nur etwa 620.000 Personen die Anwendung aktiv nutzen. In Oslo waren es zu diesem Zeitpunkt 18 Prozent der Einwohner, die Kommune Bykle hatte mit 26 Prozent den höchsten Nutzeranteil. FHI-Chefin Camilla Stoltenberg gab im Vorfeld der Appveröffentlichung an, dass 50 bis 60 Prozent der Bevölkerung die App verwenden müssten, damit sie sinnvolle Ergebnisse liefern könnte.

#### Kritik
Kritisiert am Projekt wurde unter anderem die Tatsache, dass die Anwendung kein Open-Source-Projekt war und somit kein Einblick in die Funktionsweise der App gegeben wird. Auch, dass die Daten zentral in einer Cloud gespeichert worden waren, wurde als Sicherheitsrisiko bezeichnet.
Am 12. Juni 2020 sprach die Datenschutzbehörde Datatilsynet dem FHI gegenüber ein vorläufiges Verbot aus, weiter personenbezogene Daten zu sammeln. Daraufhin wurden alle bis dahin gesammelten Daten gelöscht und die FHI-Leiterin Camilla Stoltenberg erklärte, dass die App pausiert werde. Das Datatilsynet kam zu dem Schluss, dass mit der App zu viele Daten gesammelt werden, was durch die zu geringe Bedrohung durch die Pandemie nicht mehr gerechtfertigt sei.

#### Neuentwicklung
Am 28. September 2020 wurde bekannt, dass die Anwendung nicht mehr aktiviert werden soll. Stattdessen sollte ein neuer Weg mithilfe des von Google und Apple bereitgestellten Rahmens gefunden werden, wobei die neue Anwendung nicht mehr zentral Daten speichern solle. Die neue App wurde schließlich am 21. Dezember 2020 veröffentlicht.

### Impfstoff
Gesundheitsminister Bent Høie erklärte am 13. Oktober 2020 vor dem Nationalparlament Storting, dass die Regierung beschlossen hätte, dass ein Impfstoff gegen die Krankheit, so er eingeführt werde, für die gesamte Bevölkerung kostenlos erhältlich sein solle. Mit der Anerkennung der Europäischen Kommission des Impfstoffes BNT162b2 für die EU und den Europäischen Wirtschaftsraum (EWR) am 21. Dezember 2020 erhielt Norwegen seinen ersten zugelassenen Impfstoff. Die Verteilung des Impfstoffes wurde neben der Zugehörigkeit zu Risikogruppen auch vom Infektionsgeschehen in den verschiedenen Teilen des Landes abhängig gemacht.
Am 8. Januar 2021 gab das Folkehelseinstituttet (FHI) an, dass bei sehr gebrechlichen Patienten individuell untersucht werden soll, ob mögliche Nebenwirkungen riskiert werden sollen. Am 14. Januar 2020 veröffentlichte die norwegische Arzneimittelbehörde Legemiddelverket einen Bericht, in welchem die 23 Todesfälle unter älteren Pflegeheimbewohnern mit teils schweren Vorerkrankungen nach einer Impfung genauer untersucht wurden. Zu diesem Zeitpunkt war unklar, ob die Todesfälle kausal in Zusammenhang mit Nebenwirkungen der Impfung standen, dies konnte laut Gesundheitsbehörden nicht gezeigt werden. Die Arzneimittelbehörde gab bereits vor den Todesfällen bekannt, dass bei den „ältesten und kränksten Menschen Todesfälle in einem zeitlichen Zusammenhang mit der Impfung auftreten werden“.
Anfang März 2021 gab die Regierung bekannt, dass man in Gemeinden mit höheren Fallzahlen mehr Impfdosen zur Verfügung stellen werde als in denen mit anteilsmäßig weniger Ansteckungen. Damit sollten vor allem Kommunen in der Region Østlandet mehr Impfungen ermöglicht werden. Nachdem es bei mehreren Personen nach einer Impfung mit dem Impfstoff AZD1222 des Pharmaunternehmens AstraZeneca zu Komplikationen kam, verkündeten die Behörden Folkehelseinstituttet (FHI) und Legemiddelverket am 11. März 2021, dass der Einsatz des Impfstoffs pausiert werden soll. Bis zu diesem Zeitpunkt hatten etwa 120.000 Personen eine Impfung mit diesem Stoff erhalten. Zuvor war bereits in Dänemark der Einsatz pausiert worden, um zu untersuchen, ob es einen Zusammenhang zwischen den Impfungen und den Komplikationen gebe. Am 15. März 2021 wurde berichtet, dass eine mit dem Impfstoff geimpfte Person an den Folgen von Blutgerinnsel gestorben sei. Am 18. März 2021 gab FHI-Leiterin Camilla Stoltenberg auf einer Pressekonferenz bekannt, dass die Pause auch nachdem die Europäische Arzneimittel-Agentur den Einsatz des Impfstoffs empfahl, weiter andauern solle.

## Kritik an den Maßnahmen

### Kritik an Einkäufen der Regierung
Die Regierung Solberg erhielt Kritik, als bekannt wurde, dass sie eine Frist verpasst hatte, innerhalb welcher sich Norwegen an einem gemeinsamen Einkauf der Europäischen Union (EU) hätte beteiligen können. Bereits seit 2014 hätte Norwegen der gemeinsamen Einkaufsordnung für Gesundheitsaustattung beitreten können. Auch der Einkauf von 1000 Notbeatmungsgeräten, die Mediziner später als nicht brauchbar für die Behandlung von COVID-19-Patienten bezeichneten, wurde kritisiert.

### Abweichender Rat des FHI
FHI-Direktorin Camilla Stoltenberg äußerte Ende Mai 2020, dass die fachliche Grundlage dafür, Mitte März die Schulen und Kindergärten zu schließen, nicht ausreichend waren. Sie erklärte, dass das FHI der Regierung Solberg nicht dazu geraten habe, die Schulen zu schließen. Dies sei ihrer Meinung nach zwar richtig gewesen, aber die fachliche Grundlage dazu wäre auch nicht solide genug gewesen. Die Statistik habe später gezeigt, dass die Verbreitung des Virus bereits vor dem Lockdown rückläufig war.
Im Oktober 2020 kam es zu Meldungen, dass sich die Ratschläge von den beiden Gesundheitsbehörden FHI und Helsedirektoratet bezüglich der notwendigen Maßnahmen unterschieden.

## Spitzbergen
In der Nacht vom 15. auf den 16. März 2020 wurden alle Menschen, die nach dem 27. Februar 2020 nach Spitzbergen gereist waren, mit einem Flugzeug nach Oslo ausgeflogen. Grund hierfür war, dass das vorhandene Gesundheitssystem kaum in der Lage wäre, Infizierte zu behandeln. Das Krankenhaus im Hauptort Longyearbyen ist das kleinste in Norwegen und hat nur einen Raum, der für Patienten mit Ansteckungsgefahr geeignet ist. Zuvor waren bereits einige Personen unter Quarantäne gestellt worden. Die Maßnahmen führten zu großen Verlusten in der Tourismusbranche der Inselgruppe. Etwa 90 Prozent der im Reisegewerbe arbeitenden Bewohner wurden in Kurzarbeit geschickt. Es wurde daraufhin ein spezielles Unterstützungsgesetz für Spitzbergen verabschiedet, da den dort lebenden Menschen mit einer Staatsbürgerschaft von Ländern außerhalb des Europäischen Wirtschaftsraums (EWR) eigentlich keine staatlichen Leistungen zustehen. Im Mai 2020 wurde die Einreise erneut erlaubt, zuvor war das Krankenhaus darauf vorbereitet worden, mögliche Patienten zu behandeln.
Am 19. Oktober 2021 wurde der erste COVID-19-Fall eines Bewohners der Insel Spitzbergen gemeldet. Zuvor war bereits bei einer auf der zur Inselgruppe Spitzbergen gehörenden Insel Bäreninsel wohnenden Person ein Fall im Krankenhaus von Longyearbyen nachgewiesen worden.

## Statistik

Bestätigte Infizierte in Norwegen nach Daten der WHO. Oben kumuliert, unten Tageswerte

Bestätigte Todesfälle in Norwegen nach Daten der WHO. Oben kumuliert, unten Tageswerte

## Wirtschaftliche Folgen

### Auswirkungen
Vom 9. bis zum 16. März 2020 registrierte die Arbeitsverwaltung NAV 12.200 Personen, die aufgrund des Virus nicht zur Arbeit erschienen. Es zählten dazu alle Personen, bei denen eine Infektion nachgewiesen war oder der Verdacht im Raum stand. Im Laufe des 16. März wurden weitere 4300 Fälle gemeldet. Es gingen innerhalb von fünf Tagen außerdem 45.000 Anträge auf Arbeitslosen- oder Krankengeld (norwegisch: dagpenger) ein. Am 24. März 2020 erklärte die Behörde NAV, dass 291.000 Personen arbeitslos gemeldet wären, was eine Arbeitslosenquote von 10,4 Prozent bedeute. Dies stellte die höchste Quote seit Ende des Zweiten Weltkriegs dar. Am 10. März 2020 lag der Wert noch bei 2,3 Prozent.
Das Finanzministerium gab am 20. März 2020 bekannt, dass das Bruttoinlandsprodukt (BIP) vermutlich um etwa ein Prozent gegenüber dem Vorjahr sinken und somit 3,5 Prozent unter dem erwarteten Wert liegen wird. Am 7. April 2020 wurde ein Bericht einer ökonomischen Expertengruppe im Auftrag des Helsedirektoratets vorgelegt. In diesem wurde dargelegt, dass das BIP von Februar bis Anfang April um 15 Prozent gesunken sei. Die monatlichen Kosten der zu diesem Zeitpunkt beschlossenen Maßnahmen wurden als 24 Milliarden NOK beziffert.
Nach den Schließungen vieler dienstleistender Betriebe im März 2020 konnten viele der Betriebe im Sommer 2020 erneut öffnen. Manche Branchen unterlagen allerdings weiter starken Restriktionen, unter anderem die, die von einer großen Anzahl an Anwesenden abhängig waren.

### Maßnahmen
Am 15. März legte Ministerpräsidentin Solberg gemeinsam mit Finanzminister Jan Tore Sanner einen Plan vor, der die norwegischen Unternehmen mit 100 Milliarden Kronen unterstützen soll. Damit sollten Arbeitsplätze gesichert werden. Zudem beschloss die Regierung, die Einzahlung der Arbeitgeberabgaben auszusetzen, damit den Arbeitgebern mehr Geld zur Verfügung stehe. Am 16. März 2020 beschloss das norwegische Parlament Storting ein noch umfangreicheres Paket. Darin wurde unter anderem geregelt, dass der Staat in Teilen die Lohnzahlungen an Angestellte übernimmt, die wegen der Folgen der Pandemie ihre Arbeit verlieren oder Kurzarbeit ausüben müssen. Die Regelung galt zunächst bis zum 31. Oktober 2020 und wurde anschließend weiter verlängert. Im Januar 2021 stimmten die Oppositionsparteien Arbeiderpartiet, Fremskrittspartiet, Senterpartiet und Sosialistisk Venstreparti für eine Verlängerung bis zum 1. Oktober 2021 und überstimmten somit die der Minderheitsregierung Solberg angehörenden Parteien.

## Reaktionen des Auslands
Am 14. März 2020 gab Russland bekannt, dass es ab Mitternacht die Grenze zu Norwegen und Polen für ausländische Staatsbürger schließen werde. Von der am 17. März 2020 beschlossenen Schließung der EU-Außengrenzen wurden Norwegen, die Schweiz und das Vereinigte Königreich, die jeweils keine Mitgliedsstaaten der Europäischen Union sind, ausgenommen.